# Зиряновський
Зиря́новський (рос. Зыряновский) — селище у складі Алапаєвського міського округу (Алапаєвськ) Свердловської області.
Населення — 876 осіб (2010, 911 у 2002).
До 12 жовтня 2004 року селище мало статус селища міського типу.